# Casa Senyorial de Dursupe
La Casa Senyorial de Dursupe és una casa senyorial a la històrica regió de Curlàndia, al municipi de Talsi a l'oest de Letònia.
L'edifici va ser construït el 1820, i reconstruït a la segona meitat del segle xix en estil neoclàssic.